# مارتا ماريا بيريز برافو
مارتا ماريا بيريز برافو (بالإسبانية: Marta María Pérez Bravo)‏ هي رسامة ومصورة كوبية، ولدت في 1959 في هافانا في كوبا.